# Allée couverte des Grèves de Fraicul
Die Allée couverte  des Grèves von Fraicul (auch Frécul geschrieben) ist eine Allée couverte, die einst südwestlich von Barbuise im Zentrum des Département Aube in Frankreich stand und bereits 1878 ins etwa 55 km entfernte „Musée des Beaux-Arts de Troyes“ in Troyes vor das ehemalige Kloster Saint-Loup versetzt wurde. 
Die nur teilweise erhaltene neolithische Galerie besteht aus sechs Tragsteinen und drei Decksteinen. Die Kammer ist 4,4 m lang, 1,55 m breit und 1,25 m hoch. Laut Philippe Salmon enthielt das Gebäude viele Knochen, die nicht im Verband waren. Die Funde bestehen aus Werkzeugen (drei Klingen, eine davon 12 cm lang), zwei Fragmenten von Äxten aus Feuerstein, einem schwarzen Dechsel, einem grünen Felsenaxtrest, Tierknochen, einer Muschel und Tonscherben, die mit der Seine-Oise-Marne-Kultur der Bronzezeit in Verbindung stehen. Zwei Vasen, eine im Pot-de-Fleur-Stil, sind zeichnerisch bekannt, aber heute verschwunden. 
Der als seit 1993 als Monument historique geschützte Dolmen des Grèves de Fraicul liegt wenige Meter südlich des ursprünglichen Standorts der Allée couverte.